# Stronghold Kingdoms
Stronghold Kingdoms é um massively multiplayer online de estratégia em tempo real com o tema de construção de castelo medieval. Ele foi desenvolvido pela Firefly Studios e com base em seu sucesso comercial e populares séries de jogos Stronghold. Firefly Studios começou o desenvolvimento de Stronghold Kingdoms em 2007 como a sua primeira entrada no gênero MMO. O primeiro teste Alpha começou em 2009 e foi aberto para 150 jogadores.

## Recepção
Stronghold Kingdoms alcançou uma pontuação de 75 no Metacritic, indicando críticas geralmente favoráveis.
Strategy Informer deu uma pontuação de 85/100, com revisor Emmanuel Brown, descrevendo-o como "missão cumprida" e dizendo que "para a maior parte, eles acertam absolutamente." A crítica de Gaming XP's elogiou como o formato clássico Stronghold foi "implementado muito bem para este MMO".